# Мзимта
Мзимта (рус. Мзымта; адиг. Мэзмытӏэ) је река у Краснодарском крају Руске Федерације. Највећа је руска река која се директно улива у Црно море. 

## Географске карактеристике
Река Мзимта истиче из језера Кардивач на Великом Кавказу, на надморској висини од 1.838 метара. Улива се у Црно море након 89 km тока у јужним деловима града Сочија (градска општина Адлер). Према неким хидрографским студијама у део тока Мзимте убраја се и река Горња Мзимта која истиче неколико километара из језера Горњи Кардивач.
Укупна површина сливног подручје које обухвата крајњи југозапад Краснодарског краја је око 885 km², а просечан проток у зони ушћа је око 45,6 m³/s (максималан проток је 764 m³/s).
У горњем делу тока речна долина има кањонски карактер, а сам ток одликује велики пад и бројне каскаде. Њеном долином иду бројни превоји преко којих иду важни саобраћајни правци који повезују приморје са унутрашњошћу. Највећи водопад је Изумруднијски са висином од 15 метара. У средњем и доњем делу тока протиче преко простране Имеретинске низије на чијем западном крају завршава свој ток уливајући се у Црно море. Цела Имеретинска равница представља алувијалну раван која је настала наношењем материјала из горњих токова река Мзимте и Псоу. Река има нивални режим храњења, а највиши водостај је у пролеће када се у планинским деловима њеног слива топи снег и када су интензивније кишне падавине, и тада се ниво воде у реци повећава и за више од 5 метара.
У басену реке Мзимте налазе се бројни термоминерални извори. У средњем делу тока, на десној обали изнад реке се издиже Ахштирска пећина у којој су пронађени материјални докази о постојању праисторијских људских заједница на том подручју. 
У горњем и средњем делу тока њене обале су обрасле густим шумама букве и кестена, а нису ретке и шуме дивље крушке и ораха. У доњем делу тока обале су изворно биле доста муљевите и под мочварном вегетацијом, али су услед обимних мелиоративних радова мочваре исушене. 

## Привредни значај
Најважнија насеља која леже на обалама реке су варошица Краснаја Пољана и градска општина Адлер (део града Сочија). Управо код Красне Пољане налази се највећа хидроелектрана на реци, а планирана је градња још једне такве електране низводно од постојеће. 
На реци се налази велико рибогојилиште за узгој поточне пастрмке које је отворено још 1917. године.
Река је популарна туристичка дестинација за љубитеље рафтинга, док су планински обронци у њеном басену популарне скијашке дестинације. Краснаја Пољана је означена као центар алпских скијашких дисциплина током трајања Зимских олимпијксих игара 2014. чији домаћи је град Сочи. 